# GoGo Penguin
GoGo Penguin je jazzová hudební skupina z Manchesteru. Jejími členy jsou klavírista Chris Illingworth, basista Nick Blacka a bubeník Rob Turner.

## Hudební styl
V hudebním stylu kapely lze najít prvky breakbeatu, minimalistické klavírní melodie, silné basové linky a bicí inspirované elektronickou hudbou. Hudební skupina vystupuje jako celek a tak i skládá nové skladby. Hudba skupiny GoGo Penguin dále zahrnuje prvky elektroniky, trip hopu, jazzu, rocku a klasické hudby.
Hudební kritici popsali tvorbu kapely GoGo Penguin pomocí odkazů na tvůrce Esbjörn Svensson Trio, Aphex Twin, Squarepusher, Massive Attack a Brian Eno. Dále jejich tvorbu popsali jako inspirovanou moderní klasickou hudbou Shostakoviche a Debussyho, nebo soudobými skladateli minimalistické hudby jako je Philip Glass.

## Ohlasy
Kladné recenze získalo již jejich debutové album Fanfares vydané v roce 2012  a zároveň jejich druhé album v2.0 v roce 2014. V září 2014 bylo album v2.0 zařazeno do užšího výběru pro ocenění album roku v Mercury Prize.
V roce 2015 GoGo Penguin podepsali smlouvu s vydavatelstvím Blue Note Records (Francie). Jejich album Man Made Object vyšlo v roce 2016 a následující album, A Humdrum Star, bylo vydáno 9. února 2018.

## Diskografie
| Rok  | Album                        | Vydavatelství     |
| ---- | ---------------------------- | ----------------- |
| 2012 | Fanfares                     | Gondwana Records  |
| 2014 | v2.0                         | Gondwana Records  |
| 2016 | Man Made Object              | Blue Note Records |
| 2018 | A Humdrum Star               | Blue Note Records |
| 2019 | Ocean in a Drop              | Blue Note Records |
| 2020 | GoGo Penguin                 | Blue Note Records |
| 2021 | GGP/RMX                      | Blue Note Records |
| 2022 | Between Two Waves            | XXIM Records      |
| 2023 | Everything Is Going to Be OK |                   |
| 2025 | Necessary Fictions           |                   |